# Kalk-Kreuzblume
Die Kalk-Kreuzblume (Polygala calcarea), auch Kalk-Kreuzblümchen genannt, ist eine Pflanzenart aus der Gattung Kreuzblumen (Polygala) innerhalb der Familie der Kreuzblumengewächse (Polygalaceae).

## Beschreibung
Die Kalk-Kreuzblume wächst als ausdauernde krautige Pflanze und erreicht Wuchshöhen von 5 bis 20 Zentimetern. Die Stängel sind am Grund verzweigt, ausläuferartig niederliegend, ihre Enden sind aufsteigend, und sie schließen mit einer Blattrosette ab. Die Laubblätter sind mit einer Länge von 15 Millimetern sowie einer Breite von 7 Millimetern relativ groß. Aus den Blattachseln entspringen mehrere aufrechte, blütentragende und vegetative Sprossachsen mit kleineren Blättern.
Blütezeit ist von April bis Juni. Der traubige Blütenstand enthält 6 bis 20 Blüten. Die Deckblätter sind länger als der Blütenstiel. Die zwittrigen Blüten sind zygomorph. Kronblätter sind meist dunkelblau. Die Flügel sind 5 bis 7 Millimeter lang und deutlich netzadrig, mit stark verzweigten Adern.
Die Chromosomenzahl beträgt 2n = 34.

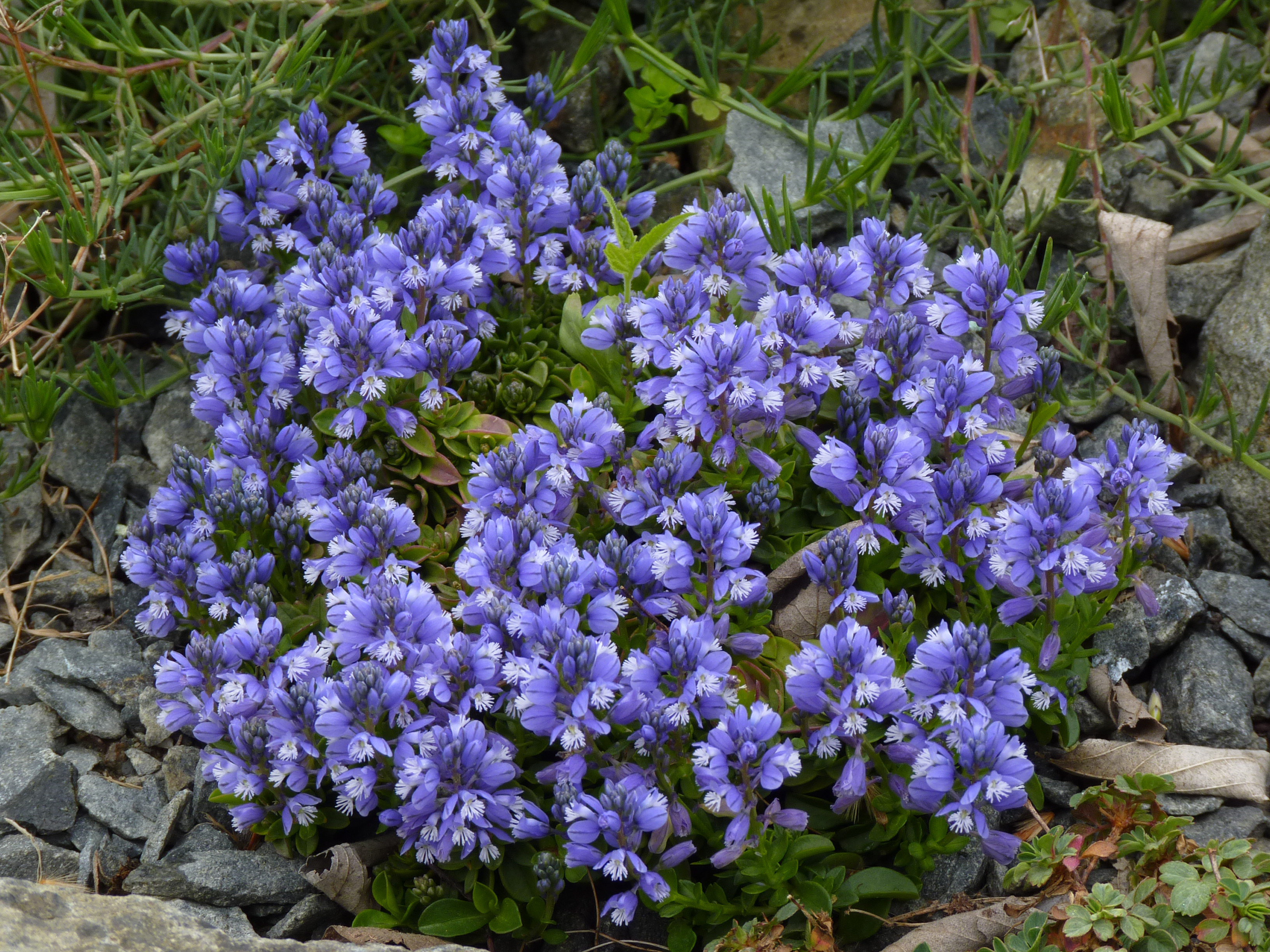
Kalk-Kreuzblume, Sorte 'Lillet'

## Vorkommen
Die Kalk-Kreuzblume ist ein subatlantisch-westmediterranes Florenelement. Ihr relativ kleines Areal reicht im Westen vom südlichen und östlichen England als Nordgrenze über Frankreich, das südliche Belgien, Luxemburg nach Osten bis Südwestdeutschland; im Süden reicht es vom nördlichen Spanien bis ins südöstliche Frankreich. Ein weiteres Vorkommen liegt in der nordwestlichen Schweiz am Westrand des Jura. In Mitteleuropa findet man sehr seltene Vorkommen in der Eifel, im Saargebiet, in der Südpfalz, am Kaiserstuhl und am Alpensüdfuß.
Die Kalk-Kreuzblume gedeiht am besten auf kalkreichen, steinig-mergeligen, aber humusreichen Lehm- oder Tonboden oder Löß. Sie kommt in Lagen mit ziemlich luftfeuchtem und wintermildem Klima vor. Sie besiedelt Halbtrockenrasen und lückige, lichte Trockengebüsche. Sie ist eine Mesobromion-Verbandscharakterart.
Die ökologischen Zeigerwerte nach Landolt et al. 2010 sind in der Schweiz: Feuchtezahl F = 1+w (trocken aber mäßig wechselnd), Lichtzahl L = 4 (hell), Reaktionszahl R = 5 (basisch), Temperaturzahl T = 4 (kollin), Nährstoffzahl N = 2 (nährstoffarm), Kontinentalitätszahl K = 1 (ozeanisch).

## Ökologie
Die Rosetten überdauern den Winter, die Erneuerungsknospen bilden sich unterirdisch. Die Art ist also halb chamaephytisch, halb hemikryptophytisch.

## Verwendung
Die Art ist selten als Zierpflanze in Kultur. Am bekanntesten ist die Sorte 'Lillet'.